# 史慧中
史慧中（1930年—），女，汉族，江西鄱阳人，中国幼教专家，曾任中央教育科学研究所幼儿教育研究室主任、研究员，中国学前教育研究会名誉理事长。